# Muras (parroquia)
Muras (llamada oficialmente San Pedro de Muras) es una parroquia y un lugar español del municipio de Muras, en la provincia de Lugo, Galicia.

## Organización territorial
La parroquia está formada por sesenta y seis entidades de población, constando sesenta y cuatro de ellas en el nomenclátor del Instituto Nacional de Estadística español:

### Entidades de población
Entidades de población que forman parte de la parroquia:
- Abelaira (A Abelaira)
- Abeledo
- Abidueira (A Abidueira)
- Aguias (As Aguias)
- Armada (A Armada)
- Bestemuz
- Boca da Grande
- Bouzas (As Bouzas)
- Bustelo
- Cabana (A Cabana)
- Cabanela (A Cabanela)
- O Cal
- Carraceiro (Caraceiro)
- Carballás (Os Carballás)
- Carballosa (A Carballosa)
- Casanova da Xestosa (A Casanova da Xestosa)
- Casateita
- Casavella (A Casavella)
- Castro (O Castro)
- Chao (O Chao)
- Chao de Perros
- Coto (O Coto)
- Cuíñas (As Cuíñas)
- Freán
- Furco
- Leganitos
- Muras
- Musdradas
- Paleira (A Paleira)
- Pandas (As Pandas)
- Parapar
- Pena da Leira (A Pena da Leira)
- Perros
- Picheira das Musdradas (A Picheira de Musdradas)
- Pico Verde (O Pico Verde)
- Porto dos Paos
- Portonovo (O Porto Novo)
- Rega (A Rega)
- Rego da Parede (O Rego da Parede)
- Santar de Arriba (Santar de Riba)
- Suaschousas
- Ucheiras (As Ucheiras)
- Vedille
- Vilar (O Vilar)
- Vilar da Xestosa (O Vilar da Xestosa)
- Volta (A Volta)
- Xelgaiz

### Despoblados
Despoblados que forman parte de la parroquia:
- A Valiña
- Baxín
- Brías
- Corralvello (Curralvello)
- Couce Mouro
- Cubelas (As Covelas)
- Curiscada (A Curiscada)
- Debodas
- Fonte (A Fonte)
- Fragachá (A Fraga Chá)
- Invernés
- Pena da Xelgaiz (A Pena da Xelgaiz)(A Pena de Xelgaiz)*
- Ponte (A Ponte)
- Prado
- Rioseco
- Sanche
- Sanxillao
- Sumeiro
- Ximarás (Guimarás)

## Demografía

### Parroquia
| Gráfica de evolución demográfica de Muras (parroquia) entre 2000 y 2020 |
|                                                                         |
| Datos según el nomenclátor publicado por el INE.                        |

### Lugar
| Gráfica de evolución demográfica de Muras (lugar) entre 2000 y 2020 |
|                                                                     |
| Datos según el nomenclátor publicado por el INE.                    |